# Rockabilly
Rockabilly é um dos primeiros sub-gêneros do rock, tendo surgido nos Estados Unidos no começo da década de 1950, especialmente no Sul. Como gênero, mistura o som de estilos musicais do Oeste dos Estados Unidos, como o música country, com o rhythm and blues, dando origem ao que se considera como o rock and roll "clássico". Alguns também descreveram como uma mistura de bluegrass com rock and roll. O termo "rockabilly" é um portmanteau de rock e hillbilly, este último uma referência à música country (que costumava ser chamada de música hillbilly nos anos 40 e 50), que contribuiu enormemente para o desenvolvimento do gênero. Outras influências importantes no rockabilly incluem western swing, boogie woogie, jump blues e electric blues.
Características definidoras do som rockabilly incluíam ritmos marcantes, riffs de piano no estilo boogie woogie, vocal com sotaque característico (twang), canto a capela no estilo doo-wop e o uso frequente do eco de fita magnética; com o tempo, passou a incorporar diferentes instrumentos e harmonias vocais.
Uma banda típica de rockabilly inclui geralmente um cantor, uma guitarra elétrica, uma bateria (muitas vezes reduzida a uma caixa, um bumbo e um prato) e um contrabaixo executando um slapback e/ou às vezes um pizzicato. Podem ser citados como principais expoentes do estilo Jerry Lee Lewis, Carl Perkins, Elvis Presley, Buddy Holly, Bill Halley, Johnny Cash, Gene Vincent, Wanda Jackson, Eddie Cochran e Johnny Burnette.
As letras geralmente se referem aos temas recorrentes da cultura popular americana na década de 1950, como o automóvel ou os relacionamentos românticos. As roupas refletiam o estilo dos músicos da época: calças, camisetas coloridas, casacos com a gola levantada, um sapato em particular usado na década de 1950 chamado brothel creeper. Além dos jeans da Levi (501 ou 505) e outros itens casuais, como camisetas e jaquetas de motocicletas, fazem parte do guarda-roupa. Em relação às roupas, o rockabilly tinha muitos elementos em comum com outros movimentos da época, como os Greasers, os Teddy Boys e os Rockers. Todos tinham paixão por carros clássicos americanos, como Cadillacs e motocicletas britânicas.
A influência e a notoriedade do estilo desvaneceram-se nos anos 60 com o surgimento da invasão britânica e o sucesso da Motown, mas durante o final dos anos 70 e começo dos 80 o rockabilly passou por uma recuperação em sua popularidade que permanece até os dias de hoje, frequentemente vinculada a uma subcultura própria. Rockabilly deixou um legado, gerando uma variedade de sub-estilos e influenciando outros gêneros como o punk rock.

## Som
Seu som característico, além da velocidade, é baseado na conjunção de uma guitarra, uma bateria e o slap no contrabaixo acústico.
- Guitarra acústica
- Guitarra elétrica (muitas vezes fazendo solos, com notáveis influências do blues).
- Contrabaixo (geralmente tocando um "slap").
- Bateria (nem sempre e muitas vezes tocada com baquetas do tipo escovas).
- Piano, saxofone (nem sempre).
- Palmas
- Tom-toms triângulo (muito raramente).
- Uso do efeito de eco.
- Vocalização, geralmente muito apaixonada e cheia de ornamentos e extravagâncias: as palavras são pronunciadas agitadas, com efeitos ou simulações de soluços, gagueira, sussurros, balbuciar, grunhidos, gemidos, suspiros, ululaciones, gritos, buzinas, uivos, rouquidão e incluindo interjeições, falsete e várias distorções. Palavras também são removidas e adicionadas, e muitas vezes frases como "Go, Johnny, go!", "Rock!", "Aaah, let? o, cat!" antes dos solos de guitarra.

De fato, uma banda rockabilly é apenas a evolução de uma orquestra de hillbilly boogie, onde a guitarra elétrica substitui o violino e a steel guitar, e onde a bateria (rara no Western swing, no honky-tonk e hillbilly-boogie) assume seu papel rítmico.

## Origens
Havia um relacionamento próximo entre o R&B e a música country nas primeiras gravações de country da década de 1920. O primeiro sucesso considerado "country" nos Estados Unidos foi "Wreck of the Old '97", lançada em conjunto com "Lonesome Road Blues", que também se tornou bastante popular. Jimmie Rodgers, o "primeiro astro do country de verdade", era conhecido como "Blue Yodeler", embora com instrumentação e sonoridade bastante diferente de seus contemporâneos Blind Lemon Jefferson e Bessie Smith.
Durante os anos 30 e 40 dois novos estilos emergiram. Bob Wills e seus Texas Playboys eram os líderes do western swing, que combinava o estilo vocal do country e steel guitar com influências do jazz das big bands e instrumentos de sopro; com isso, a música de Wills alcançou imensa popularidade. Suas gravações de meados dos anos 40 ao princípio dos anos 50 incluem ritmos de "jazz de duas batidas", "corais de jazz" e um trabalho de violão que precedeu as primeiras gravações de rockabilly. Wills é citado por dizer, "Rock and Roll? Não sei por que, é o mesmo estilo que tocamos desde 1928! É apenas um ritmo básico que recebeu vários nomes no meu tempo. É a mesma coisa, seja acompanhar uma batida de tambor como em África ou em conjunto com vários instrumentos. O importante é o ritmo."
O grupo Maddox Brothers and Rose são considerados precursores do rockabilly pelo trabalho de Fred Maddox no contrabaixo e seu desenvolvimento da técnica slapback (o ato de bater nas cordas do instrumento, ao invés de puxá-las individualmente). Depois da Segunda Guerra Mundial a banda passou a utilizar instrumentos mais pesados, inclinando-se cada vez mais a uma pegada honky tonk e uma base maníaca e profunda - o slap bass de Fred Maddox. Muitos acreditam que eles foram não só os precursores, mas também um dos primeiros, senão o primeiro, grupo de "Rockabilly".
Diversas bide Bill Monroe, considerado o pai do bluegrass, eram em formato blues, enquanto outras emulavam o formato de baladas folk, canções de marinheiro ou valsas. O bluegrass era um destaque da música "country" no começo dos anos 50, sendo frequentemente citada como uma influência no desenvolvimento do rockabilly. Outro exemplo da mistura de gêneros musicais dessa época é a gravação "Jersey Rock", lançada por Zeb Turner em 1953. Com sua junção de estilos, letras sobre música e dança e solos de guitarra, esse tipo de gravação foi outro fator influente no surgimento do rockabilly.

### Carl Perkins
Carl Perkins e seus irmãos Jay e Clayton, juntamente com o baterista W. S. Holland, apresentavam sua música em Jackson, Tennessee, a alguns quilômetros de Memphis. Graças a seu estilo frenético, a Perkins Brothers Band, com Carl e Jay nos vocais, rapidamente se estabeleceu no circuito honky tonk. A maioria de seu público requisitava que eles tocassem canções hillbilly, que eram apresentadas por eles em versões aceleradas—como por exemplo clássicos de Hank Williams injetados com um ritmo mais rápido.
De olho na reação do plateia na pista de dança, Carl começou a compor suas primeiras canções, desenvolvendo um estilo de música baseado mais no ritmo, que não eram nem country ou blues, mas com elementos de ambos. Perkins continuou a dar forma a essas canções até conseguir composições completas, que só então eram colocadas no papel. Ele já havia começado a mandar demos para gravadoras de Nova York, todas rejeitadas, algumas sob a alegação de que aquele novo e estranho estilo de country com um ritmo tão acentuado não se encaixava em nenhuma tendência comercial. Isso mudaria em 1954.

### Elvis Presley

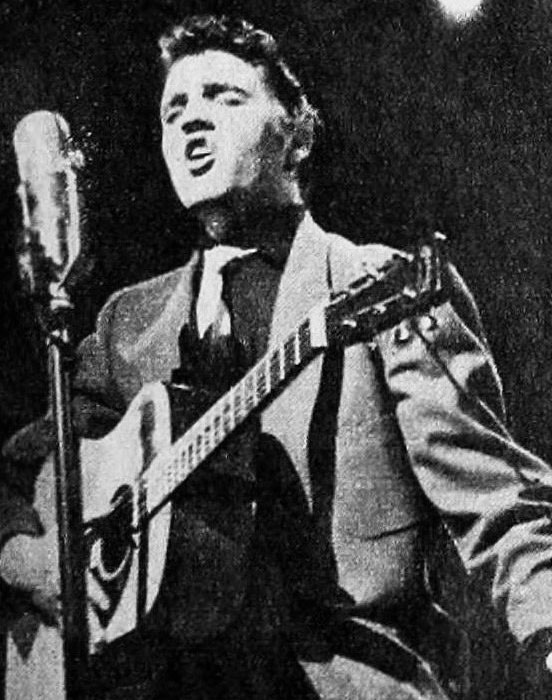
Elvis Presley em 1956

Em julho de 1954, Elvis Presley ensaiava algumas canções nos estúdios da Sun Records, até que, em um momento de descontração, de forma improvisada, começou a cantar canções como "That's All Right", um blues gravado por Arthur Crudup em 1946, provocando em Sam Phillips um grande entusiasmo. "Take" realizado, nova canção, no gênero, foi concebida; dessa vez, "Blue Moon of Kentucky", um tema bluegrass que foi gravado com a mesma levada de "That's All Right". Ambas comporiam o último sucesso seu primeiro disco, um "compacto simples" (single). Participaram das sessões, além de Elvis e Sam, o guitarrista Scotty Moore e o baixista Bill Black.
O produtor musical Sam Phillips disse aos DJs de country que "That's Alright Mama" de Presley era "música negra" e lamentava que eles fossem "deixados de fora da cidade" por tocá-la. Da mesma forma, os DJs de R&B o classificaram como uma música country (branca). Quando a música foi finalmente tocada por um DJ desonesto, Dewey Phillips, a gravação de Presley criou tanta emoção que foi descrita como tendo travado guerra em estações de rádio segregadas. "As gravações do Sun foram os primeiros salvos em uma guerra não declarada em estações de rádio segregadas em todo o país".
Todos os primeiros discos de Presley combinaram uma canção de blues de um lado e uma canção country do outro, mas ambas cantadas na mesma linha.
O estilo musical único de Presley lançou-o aos holofotes e atraiu muitos seguidores: "Mas é o canto de Presley, a meio caminho entre um estilo country Western e um estilo de R&B rock and roll que deixou adolescentes em transe. Quer você goste ou não, sempre haverá um Elvis Presley.
As primeiras gravações históricas de Presley ocorreram na Sun Records, uma pequena gravadora independente administrada por Sam Phillips em Memphis, Tennessee. O significado histórico dessas primeiras gravações em Presley e seu impacto nos futuros artistas musicais é bem exemplificado pelas ações do lendário artista musical Bob Dylan, que teria ido à Sun Records e beijado o "x" onde Elvis havia gravado sua música. primeiras gravações. Mais afirmado por Dylan: "Agradeço a Deus por Elvis Presley".
Por vários anos, Phillips vinha gravando e lançando apresentações de blues e músicos da região. Ele também administrou um serviço que permitia que qualquer um saísse da rua e, por US $ 3,98 (mais impostos), se gravasse em um disco de duas canções. Um jovem que foi gravar um disco como uma surpresa para sua mãe, era Elvis Presley.
De acordo com Phillips, "95% das pessoas com quem eu trabalhava eram negras, a maioria delas obviamente sem nome. Elvis se encaixava bem. Ele nasceu e foi criado na pobreza. Ele estava perto de pessoas que tinham muito pouco no caminho dos bens do mundo."
Presley causou tanta boa impressão, que Phillips substituiu o guitarrista Scotty Moore, que contratou o baixista Bill Black, ambos do Starlight Wranglers, uma banda local de Western swing, para trabalhar com o jovem e verde Elvis. O trio ensaiou dezenas de canções, do country tradicional, ao "Harbor Lights", um sucesso do cantor Bing Crosby ao gospel. Durante uma pausa em 5 de julho de 1954, Elvis "pulou ... e começou a violar o violão e a cantar" That's All Right, Mama "(uma canção de blues de Arthur" Big Boy "Crudup) de 1946. Scotty e Bill começaram a tocar animado, Phillips disse a eles para "recuar e começar do começo". Duas ou três tomadas depois, Phillips teve uma gravação satisfatória e lançou "That's All Right", em 19 de julho de 1954, junto com um "Elvis Presley Scotty e Bill "versão da valsa de Bill Monroe, Blue Moon of Kentucky, um standard country.
As gravações de Presley's Sun apresentam seus vocais e guitarra rítmica, o baixo percussivo de Bill Black e Scotty Moore em uma guitarra amplificada. O tapa baixo era um grampo do Western Swing e do Hillbilly Boogie desde a década de 1940. Comentando sobre o seu próprio violão, Scotty Moore disse: "Tudo o que posso dizer é que roubei todos os guitarristas que ouvi ao longo dos anos. Coloque no meu banco de dados. Quando eu toquei, foi exatamente isso que aconteceu".
Scotty Moore descreveu sua primeira sessão, resultando na gravação de "That's Alright Mama":
| “ | Estávamos dando um tempo e, de repente, Elvis começou a cantar essa música, pulando e agindo como um tolo. Então Bill Black pegou seu baixo e começou a agir como um tolo, e eu comecei a tocar com eles. Sam abriu a porta da sala de controle e esticou a cabeça e disse: 'O que você está fazendo?' Dissemos: 'Não sabemos'. Ele disse: 'Bem, volte. Tente encontrar um lugar para começar e faça de novo '. Então nós meio que discutimos e descobrimos um pouco o que estávamos fazendo. Nós gravamos novamente, e é claro que Sam está ouvindo. Na terceira ou quarta vez, acabamos de cortar. Foi basicamente um registro de ritmo. Não foi nada bom. Não era Sam dizendo a ele o que fazer. Elvis estava brincando, apenas fazendo o que vinha naturalmente, o que ele sentia. | ” |

Tillman Franks foi citado como tendo dito: "Quero que você dê crédito a Bill Black. ... em 'That's All Right (Mama)' e 'Blue Moon of Kentucky'. Elvis cantou como Bill Black tocava baixo. "
Alguns alegaram que o som de "That's Alright" não era inteiramente novo, "Não foi o fato de eles terem dito 'nunca ouvi nada parecido antes' '. Não foi como se isso tivesse começado uma revolução, ele galvanizou uma revolução. Não porque Elvis havia expressado algo novo, mas ele expressou algo que todos estavam tentando expressar." Sam Phillips indicou que, para ele, era um som novo, dizendo "Isso acabou comigo". E muitos ecoam o sentimento de que era um som como nenhum outro que eles ouviram: "Quando ouvi Elvis cantando 'That's Alright Mama'. O tempo ficou parado. Ele bateu nas minhas meias". - Ramon Maupin.
Ninguém sabia ao certo como chamar a música de Presley, então Elvis foi descrito como "The Hillbilly Cat" e "King of Western Bop". Durante o próximo ano, Elvis gravaria mais quatro singles para Sun. O rockabilly gravado por artistas antes de Presley podem ser descrito como sendo no estilo country de longa data do rockabilly. As gravações de Presley são descritas por alguns como rockabilly por excelência para sua verdadeira união de country e R&B, que pode ser descrita como a verdadeira realização do gênero rockabilly. Além da fusão de gêneros distintos, as gravações de Presley contêm alguns traços tradicionais e novos: "tempo nervoso" (como Peter Guralnick descreve), com baixo slap, palheta de guitarra sofisticada, muito eco, gritos de encorajamento e vocais cheios de histriônicos, como soluços, gagueiras e golpes de falsete para baixo e vice-versa.
No final de 1954, Elvis perguntou a D.J. Fontana, que era o baterista subutilizado do Louisiana Hayride, "Você poderia nos acompanhar se tivéssemos mais shows?" Presley agora estava usando bateria, assim como muitos outros artistas de rockabilly; bateria era então incomum na música country. Nas sessões de 1956, logo após a mudança de Presley da Sun Records para a RCA, Presley foi apoiado por uma banda que incluía Moore, Black, Fontana e o pianista Floyd Cramer. Em 1956, Elvis também adquiriu apoio vocal através dos Jordanaires.

### Bill Haley

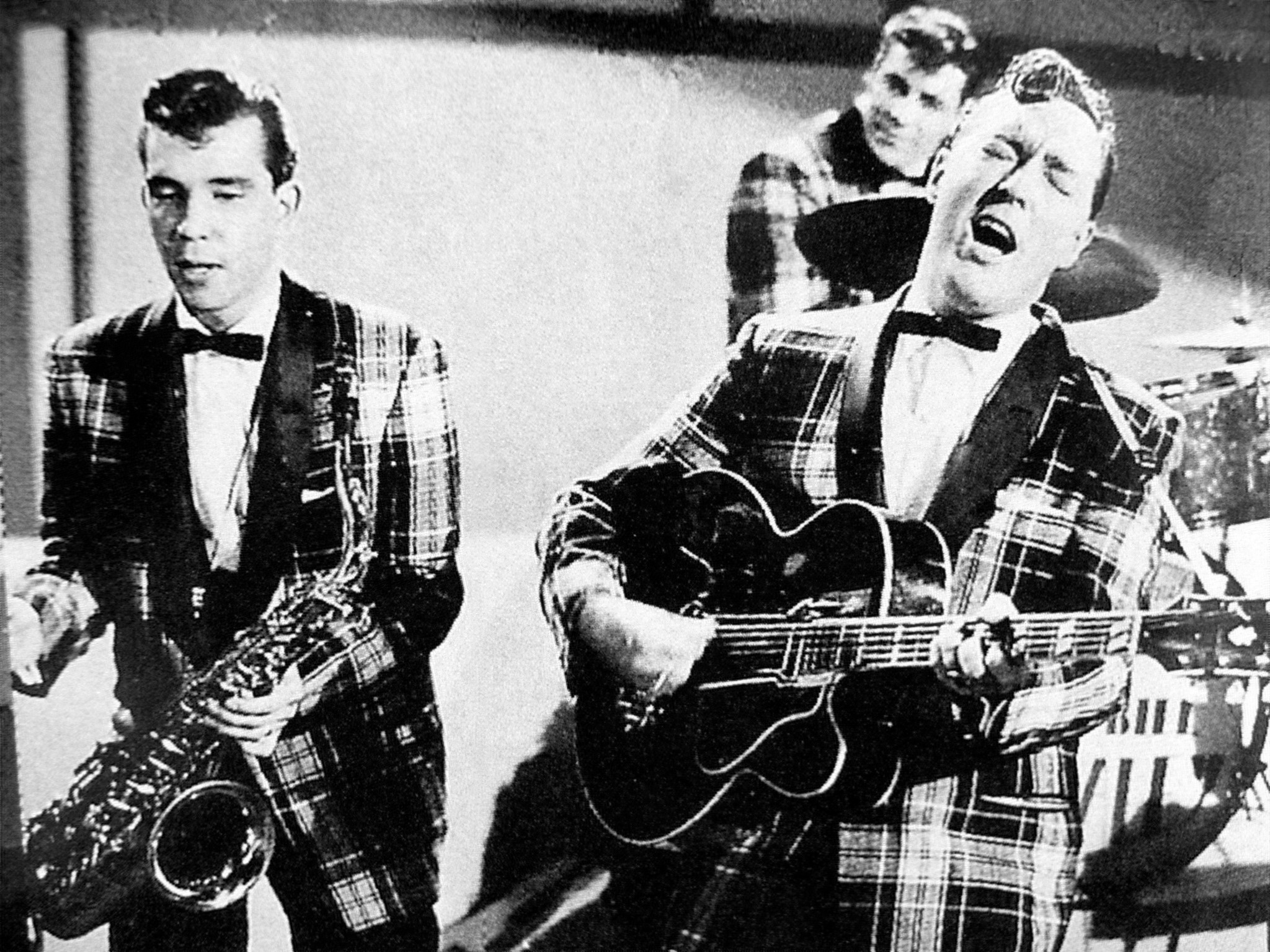
Bill Haley and his Comets no filme Round Up of Rhythm (1954)

Em 1951, um líder de banda de western swing chamado Bill Haley gravou uma versão de "Rocket 88" com seu grupo Saddlemen. Considerada uma das primeiras gravações rockabilly, foi seguida por uma versão de "Rock the Join" em 1952, e composições originais como "Real Rock Drive" e "Crazy Man, Crazy", esta última alcançando o 12° lugar nas paradas da Billboard em 1953.
Em 12 de abril de 1954, Haley e sua banda (agora conhecida como Bill Haley and His Comets) gravou "Rock Around the Clock" pela Decca Records de Nova York. Quando lançada em maio daquele ano, permaneceu nas paradas por uma semana na 23ª colocação, vendendo 75,000 cópias. Um ano depois ela foi incluída na trilha sonora do filme Blackboard Jungle, e logo depois estava liderando as paradas de sucesso ao redor do mundo, inaugurando um novo gênero de entretenimento. "Rock Around the Clock" alcançou a 1ª colocação, permanecendo nesta posição por duas semanas e sendo a 2ª colocada na Billboard Hot 100 de 1955. A gravação foi, até o final da década de 1990, reconhecida pelo Guiness World Records como o disco de vinil mais vendido do mundo, com um número não confirmado de 25 milhões de cópias comercializadas.
O rock 'n' roll, um termo expansivo cunhado alguns anos antes pelo DJ Alan Freed, estava agora no topo da montanha pop, uma posição que nunca abandonaria completamente.

### Bill Flagg
O nativo de Maine e residente em Connecticut, Bill Flagg, começou a usar o termo rockabilly para sua combinação de rock 'n' roll e música hillbilly desde 1953. Ele gravou várias canções para a Tetra Records em 1956 e 1957. "Go Cat Go" entrou nas paradas da National Billboard em 1956, e seu "Guitar Rock" é citado como rockabilly clássico.

### Janis Martin na The Old Dominion Barn Dance Show
Em 1953, aos 13 anos, Janis Martin estava desenvolvendo seu próprio estilo proto-rockabilly na Old Dominion Barn Dance da WRVA, que foi transmitida em Richmond, VA. Embora Martin tenha apresentado principalmente canções country para o show, ela também fez apresentou canções das cantoras de Rhythm and blues como Ruth Brown e LaVern Baker, além de algumas de Dinah Washington. "O público não sabia o que fazer. Eles dificilmente permitiam instrumentos elétricos, e eu estava fazendo algumas canções de artistas negros - coisas como "(Mama) He Treats Your Daughter Mean" de Ruth Brown.

### Cash, Perkins and Presley
Em 1954, Johnny Cash e Carl Perkins fizeram o teste para Sam Phillips. Cash esperava gravar música gospel, mas Phillips imediatamente anulou essa ideia. O dinheiro não voltou até 1955. Em outubro de 1954, Carl Perkins e "The Perkins Brothers Band" apareceram no Sun Studios. Phillips gravou a canção original de Perkins, Movie Magg, que foi lançada no início de março de 1955 no selo Phillips's Flip, que era totalmente country.
A segunda e a terceira gravação de Presley não foram tão bem-sucedidas quanto a primeira. O quarto lançamento, em maio de 1955, Baby, Let's Play House alcançou o número cinco no ranking nacional da Billboard. O selo Sun lista corretamente "Gunter" (Arthur) como compositor, uma canção que ele gravou em 1954.
Cash retornou a Sun em 1955 com sua canção Hey, Porter, e seu grupo, o Tennessee Three, que se tornou o Tennessee Two antes que a sessão terminasse. Essa canção e outra original da Cash, Cry! Cry! Cry! foram lançados em julho. Cry! Cry! Cry! conseguiu quebrar o Top 20 da Billboard, chegando ao número 14.
Em agosto, a Sun lançou as versões de Elvis de of "I Forgot to Remember to Forget" and "Mystery Train". "Forgot ...", escrito pelos artistas da Sun, Stan Kesler e Charlie Feathers, passou um total de 39 semanas no Billboard Country Chart, com cinco dessas semanas na primeira posição. "Mystery Train", com créditos de escrita para Herman Little Junior Parker e Sam Phillips, chegou ao número 11.
Durante a maior parte de 1955, Cash, Perkins, Presley e outros artistas do Louisiana Hayride fizeram uma turnê pelo Texas, Arkansas, Oklahoma, Louisiana e Mississippi. A Sun lançou mais duas canções de Perkins em outubro: "Gone, Gone, Gone" e "Let the Jukebox Keep on Playing". Scotty Moore comentou sobre os diferentes papéis de Elvis e Perkins: "Carl era um grande pedaço bonito, como do tipo milharal. Elvis era mais como um Adonis. Mas, no rockabilly, Carl era o rei disso".
1955 foi também o ano em que Maybellene de Chuck Berry, influenciada pelo hillbilly, alcançou o topo das paradas como um sucesso de Rock Around the Clock Bill Haley and His Comets, não foram apenas o número um por oito semanas, mas o recorde número dois por um o ano. O rock 'n' roll em geral, e o rockabilly em particular, estavam em massa crítica e, no ano seguinte, Heartbreak Hotel de Elvis Presley e o Don't Be Cruel também estavam no topo das paradas da Billboard.

### Rockabilly torna-se nacional: 1956
Em janeiro de 1956, foram lançadas três novas canções clássicas de Cash, Perkins e Presley: "Folsom Prison Blues", de Cash, e "Blue Suede Shoes", de Perkins, ambas no Sun; e "Heartbreak Hotel", de Presley na RCA. Outras canções de rockabilly lançadas este mês incluem "See You Later, Alligator", de Roy Hall, e "Whole Lotta Shakin 'Goin' On", do Commodores (nenhuma relação com o grupo da Motown dos anos 70).
"Blue Suede Shoes" de Perkins vendeu 20.000 discos por dia em um ponto, e foi a primeira canção country que vendeu um milhão de músicas a atravessar as parada de rhythm and blues e o pop. Em 11 de fevereiro, Presley apareceu pela terceira vez no Stage Show dos Dorsey Brothers, cantando "Blue Suede Shoes" e "Heartbreak Hotel". Ele tocou "Blue Suede Shoes" mais duas vezes na televisão nacional e "Heartbreak Hotel" três vezes ao longo de 1956. Ambas as canções lideraram as paradas da Billboard.
Perkins tocou pela primeira vez "Blue Suede Shoes" na televisão em 17 de março no Ozark Jubilee, um programa semanal de TV da ABC. De 1955 a 1960, o programa nacional de rádio e TV de Springfield, Missouri, apresentou Brenda Lee e Wanda Jackson e os convidados incluíram Gene Vincent e outros artistas de rockabilly.
Sun e RCA não foram as únicas gravadoras a lançar canções rockabilly. Em março, a Columbia lançou "Honky Tonk Man", de Johnny Horton, a King lançou "Seven Nights to Rock", de Moon Mullican, Mercury lançou "Rockin 'Daddy", de Eddie Bond, e Starday lançou "Fat Woman" de Bill Mack. Enquanto isso, Carl Perkins, estave envolvido em um grande acidente de automóvel a caminho de aparecer na televisão nacional.
Dois jovens do Texas fizeram sua estréia recorde em abril de 1956: Buddy Holly na gravadora Decca e, como membro do Teen Kings, Roy Orbison com "Ooby Dooby" na gravadora Je-wel do Novo México/Texas. Os grandes sucessos de Holly não seriam lançados até 1957. Janis Martin tinha quinze anos quando a RCA lançou um disco com "Will You, Willyum" e o Martin compôs "Drugstore Rock 'n' Roll", que vendeu mais de 750.000 cópias. A King Records lançou um novo disco de Moon Mullican, de 47 anos: "Seven Nights to Rock" e "Rock 'N' Roll Mr. Bullfrog". Vinte outros compactos foram emitidos por vários selos, incluindo 4 Star, Blue Hen, Dot, Cold Bond, Mercury, Reject, Republic, Rodeo e Starday.
Em abril e maio de 1956, o The Rock and Roll Trio tocou no programa de talentos de Ted Mack na TV em Nova York. Eles venceram as três vezes e garantiram a eles uma posição finalista no supershow de setembro.
A gravação de "Be-Bop-A-Lula" de Gene Vincent and His Blue Caps foi lançada em 2 de junho de 1956, apoiada por "Woman Love". Em vinte e um dias, vendeu mais de duzentos mil discos, ficou no topo das paradas nacionais de pop e country por vinte semanas e vendeu mais de um milhão de cópias. Esses mesmos músicos teriam mais dois lançamentos em 1956, seguidos por outro em janeiro de 1957.
O primeiro disco de Wanda Jackson, "Queen of Rockabilly" foi lançado em julho, "I Gotta Know" no selo Capitol; seguido por "Hot Dog That Made Him Mad" " em novembro. A Capitol lançaria mais nove discos de Jackson, alguns com canções que ela mesma escrevera, antes dos anos 50 terminarem.
O primeiro disco de Jerry Lee Lewis foi lançado em 22 de dezembro de 1956 e apresentava a canção "Crazy Arms" (que foi o hit número 1 de Ray Price cerca de vinte semanas antes no ano) junto com "End of the Road". Lewis teria grandes sucessos em 1957 com sua versão de "Whole Shakin 'Going On", lançada em maio, e "Great Balls Of Fire" pela Sun.

### Artistas e informações adicionais
Havia milhares de músicos que gravaram músicas no estilo rockabilly. Um banco de dados online lista 262 músicos com nomes começando com "A". E muitas gravadoras lançaram discos de rockabilly. Alguns tiveram grande sucesso nas paradas e foram influências importantes nos futuros músicos de rock.
A Sun também recebeu artistas como Billy Lee Riley, Sonny Burgess, Charlie Feathers e Warren Smith. Havia também várias artistas do sexo feminino, como Wanda Jackson, que gravaram canções rockabilly muito depois das outras mulheres, Janis Martin, Elvis Jo Ann Campbell e Alis Lesley, que também cantaram no estilo rockabilly. Mel Kimbrough - "Slim", gravou "I Get Lonesome Too" e "Ha Ha, Hey Hey" para a Glenn Records, junto com "Love in West Virginia" e "Country Rock Sound" para a Checkmate, uma divisão da Caprice Records.
Gene Summers, natural de Dallas e membro do Hall da Fama do Rockabilly, lançou seu clássico Jan/Jane 45s em 1958-59. Ele continuou a gravar canções rockabilly até 1964 com o lançamento de "Alabama Shake". Em 2005, a gravação mais popular de Summers, a School of Rock 'n Roll, foi selecionada pela Bob Solly e pela Record Collector Magazine como um dos "100 Maiores Registros de Rock' n 'Roll".
Tommy Sleepy LaBeef (LaBeff) gravou canções de rockabilly em várias gravadoras de 1957 a 1963. Os pioneiros do Rockabilly, Maddox Brothers e Rose, tanto em grupo quanto em solo, aumentaram suas duas décadas de atuação gravando discos ainda mais arrasadores. No entanto, nenhum desses artistas teve grandes sucessos e sua influência não seria sentida até décadas depois.
Outras gravadoras também marcaram a história do rockabilly como Meteor Records e King Records com as gravações de Charlie Feathers e Mac Curtis, Starday Records com Benny Joy, Sonny Fisher, George Jones, Sleepy Labeef, etc. Haviam também grandes empresas como a CBS que gravou artistas como Sid King e Five Strings, Johnny Horton, Ersel Hickey, Collins Kids e Ronnie Self, MGM com Andy Starr, Marvin Rainwater, Decca e Brunswick Records com as primeiras gravações rockabilly de Buddy Holly (antes do rock 'n' roll), Johnny Carroll e o Hot Rocks, Roy Hall, Terry Noland e gravações do trio de rock 'n' roll de Johnny Burnette. Algumas gravadoras de blues e R&B também tiveram artistas de rockabilly em seu catálogo, como Chess Records com Dale Hawkins, Rusty York e Bobby Sisco. Em um estilo mais "gótico", Jody Reynolds teve um grande sucesso com o Endless Sleep em 1958.
No verão de 1958, Eddie Cochran teve um sucesso no topo das paradas com "Summertime Blues". A breve carreira de Cochran incluiu apenas mais alguns sucessos, como "Sitting in the Balcony" lançado no início de 1957, "C'mon Everybody" lançado em outubro de 1958 e "Somethin 'Else" lançado em julho de 1959. Depois, em abril de 1960, durante uma turnê com Gene Vincent no Reino Unido, seu táxi colidiu com um poste de concreto, matando Eddie aos 21 anos. A triste coincidência nisso tudo foi que seu sucesso póstumo número um no Reino Unido foi chamado de "Three Steps to Heaven" ("Três Passos para o Céu").
A música rockabilly cultivou uma atitude que garantiu seu apelo duradouro aos adolescentes. Era uma combinação de rebelião, sexualidade e liberdade - uma expressão desdenhosa de desdém pelo mundo cotidiano dos pais e figuras de autoridade. Foi o primeiro estilo rock'n'roll a ser realizado principalmente por músicos brancos, desencadeando assim uma revolução cultural que ainda hoje reverbera.
O desvio "rockabilly" das normas sociais, no entanto, era mais simbólico do que real; e eventuais profissões públicas de fé por envelhecidas rockabillies não eram incomuns.

## Uso do termo "rockabilly"
Em uma entrevista que pode ser visto no Experience Music Project, Barbara Pittman afirma que, "Ele era tão novo e foi tão fácil. Foi uma mudança de três acordes." Rockabilly era, na verdade, um insulto para os roqueiros do Sul naquela época. Ao longo dos anos ele pegou um pouco de dignidade. Era a sua maneira de nos chamar de 'hillbillies'."
Um dos primeiros usos escritos do termo "rockabilly" foi feito em 23 de junho de 1956, em uma resenha da Billboard para "Rock Town Rock" de "Ruckus Tyler". Três semanas antes, "rockabilly" foi usado em um press release de "Be-Bop-A-Lula" de Gene Vincent.
O primeiro registro da palavra "rockabilly" em uma canção foi usado em "Rock a Billy Gal" de novembro 1956, Embora Johnny Burnette e Dorsey Burnette tenham gravado "Rock Billy Boogie" para a gravadora Coral em 04 de julho de 1956. A canção foi escrita e executada muito antes, e referem-se ao nascimento do filho de Johnny, Rocky e do filho de Dorsey, Billy, que nasceram na mesma época, em 1953, e foram os primogênitos de cada um dos irmãos. A canção era parte de seu repertório em 1956, quando eles estavam vivendo em Nova York e se apresentando com Gene Vincent. É fácil entender como o público de Nova York pode ter pensado os Burnettes estavam cantando "Rockabilly Boogie", mas eles nunca o fizeram, porque o termo hillbilly era depreciativo e nunca teria sido usado pelos próprios artistas. Rocky Burnette, que mais tarde se tornaria um artista rockabilly, afirmou em seu site que o termo rockabilly deriva da mesma canção. É também interessante, que esta canção foi regravada por centenas de artistas nos anos seguintes, e é sempre chamada de "Rockabilly Boogie". A letra do rockabilly boogie sugere que não tem nada a ver com o nascimento de seus filhos. Um verso diz: "Well, there's little ol' Suzie, turnin' seventeen Well, everybody knows her as a rockabilly queen And there's Ol' Slim, as quiet as a mouse He grabs Ol' Suzie, they'll tear up the house". ("Bem, há a pequena Suzie, fazendo dezessete anos Bem, todo mundo a conhece como uma rainha do rockabilly E há o Ol 'Slim, quieto como um rato Ele agarra a velha Suzie, eles vão destruir a casa.)

## Declínio
A partir de 1959, a chegada massiva de grupos vocais e ídolos adocicados para adolescentes que mais uma vez acomodaram o rock, juntamente com a tragédia que foi provocada, com as estrelas: hospitalização de Perkins, aposentadoria por casamento de Wanda Jackson e Janis Martin, mortes de Buddy Holly, Ritchie Valens, The Big Bopper, a prisão de Chuck Berry, A mudança no estilo de vida de Little Richard, o serviço militar de Elvis Presley em 1958, os problemas com álcool de Bill Haley, entre outros, deixaram o subgênero à moda antiga e os poucos sobreviventes restantes foram forçados a reciclar cantando country ou baladas românticas.

A chegada da chamada "Invasão britânica" no meio dos anos 60 pareceu terminar, no entanto, Elvis sempre exibia um pouco de rockabilly em seus filmes, então, graças a pessoas nostálgicas e coerentes, não desapareceu. Na Europa, permaneceu graças aos muitos fãs da Inglaterra, França ou Alemanha que nunca esqueceram seus ídolos do outro lado do oceano. Nos Estados Unidos, por outro lado, sobreviveu apenas em pequenas tabernas do sul e centro-oeste americano, bem como nas edições de pequenos discos de modestas gravadoras como Marvell, sistematicamente ignoradas pela imprensa e pelo público.

## Influência sobre os Beatles e a Invasão britânica
A primeira onda de fãs de rockabilly no Reino Unido se chamava Teddy Boys, porque usavam longos casacos de estilo eduardiano, juntamente com calças pretas justas e sapatos creepers. Outro grupo na década de 1950 que era seguidor do rockabilly eram os garotos Ton-Up, que andavam de motocicleta britânica e que mais tarde seriam conhecidos como rockers no início dos anos 1960. Os roqueiros adotaram o visual clássico de camisetas, jeans e jaquetas de couro para combinar com os topetes. Os roqueiros adoravam artistas de rock and roll dos anos 50, como Gene Vincent, e alguns fãs britânicos de rockabilly formaram bandas e tocaram sua própria versão da música.
A mais notável dessas bandas foi The Beatles. Quando John Lennon conheceu Paul McCartney, ele ficou impressionado que McCartney conhecia todos os acordes e as palavras de "Twenty Flight Rock" de Eddie Cochran. Quando a banda se tornou mais profissional e começou a tocar em Hamburgo, eles adotaram o nome "Beatle" (inspirado em The Crickets, banda de Buddy Holly) e adotaram o visual de couro preto de Gene Vincent. Musicalmente, eles combinaram a sensibilidade melódica de composição de Holly com o som áspero do rock and roll de Vincent e Carl Perkins. Quando os Beatles se tornaram estrelas mundiais, eles lançaram versões de três canções diferentes de Carl Perkins, mais do que qualquer outro compositor fora da banda, exceto Larry Williams, que também teve três canções adicionadas pela banda em sua discografia. (Curiosamente, nenhum dessas três foi cantada pelos vocalistas regulares dos Beatles - "Honey Don't" (cantada por Ringo Starr) e "Everybody's Trying to be my Baby" (cantada por George Harrison) de Beatles for Sale (1964) e "Matchbox" (cantada por Ringo Starr) no Long Tall Sally EP (1964).
Muito tempo depois que a banda terminou, os membros continuaram demonstrando seu interesse pelo rockabilly. Em 1975, Lennon gravou um álbum chamado Rock 'n' Roll, com versões de hits rockabilly e uma foto de capa vestindo em couro como Gene Vincent. Na mesma época, Ringo Starr teve um sucesso com uma versão de "You're Sixteen", de Johnny Burnette. Nos anos 80, McCartney gravou um dueto com Carl Perkins, e George Harrison colaborou com Roy Orbison em Traveling Wilburys. Em 1999, McCartney lançou Run Devil Run, seu próprio disco de covers de rockabilly.
Os Beatles não foram os únicos artistas da Invasão Britânica influenciados pelo rockabilly. The Rolling Stones gravou "Not Fade Away", de Buddy Holly, em um single inicial e mais tarde uma canção rockabilly, "Rip This Joint" em Exile on Main St.. The Who, apesar de ser uma das bandas favoritas dos mods, gravou "Summertime Blues" de Eddie Cochran "e Shakin' All Over de Johnny Kidd & The Pirates em seu álbum Live at Leeds. Até heróis de guitarras pesadas, como Jeff Beck e Jimmy Page, foram influenciados por músicos de rockabilly. Beck gravou Crazy Legs, um álbum de homenagem ao guitarrista de Gene Vincent, Cliff Gallup e a banda de Page, Led Zeppelin, se ofereceu para trabalhar como banda de apoio de Elvis Presley na década de 1970. No entanto, Presley nunca aceitou a oferta. Anos depois, Page e Led Plant, do Led Zeppelin, gravaram um tributo à música dos anos 50 chamada The Honeydrippers: Volume One.

## Rockabilly revival: 1970–90

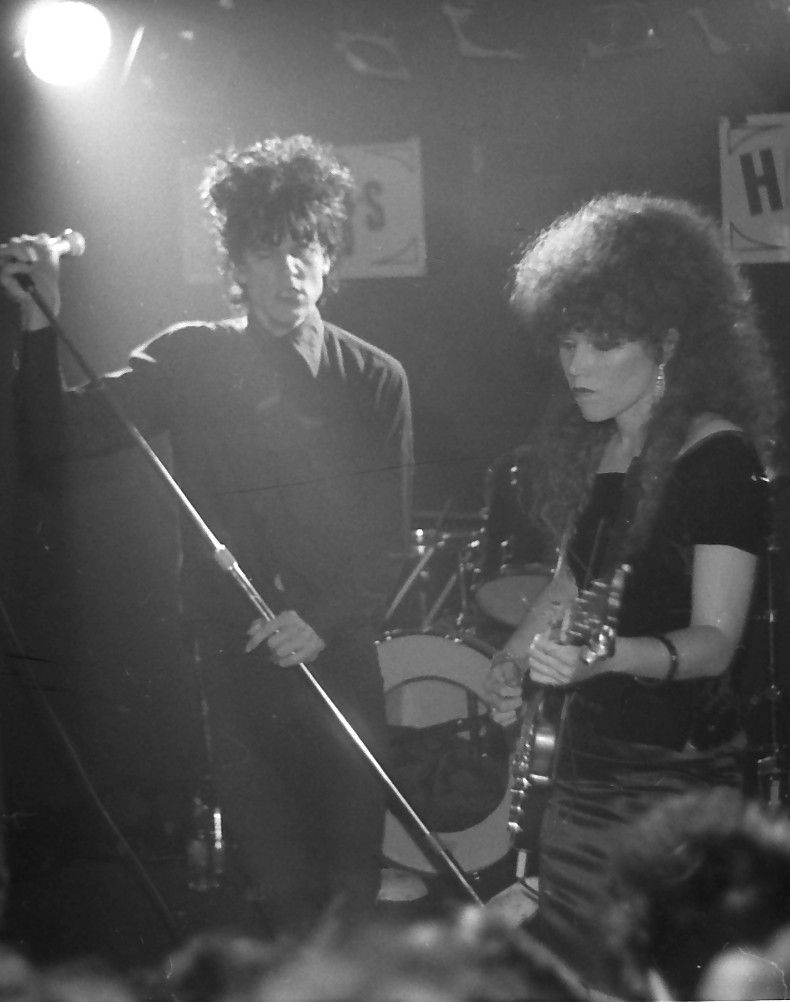
The Cramps em 1982

Rockabilly experimentando um ressurgimento da popularidade na década de 1970, o italiano Ronnie Weiser se muda para os Estados Unidos,através de sua própria gravadora, regrava canções de artistas dos anos 50 como Ray Campi e Mac Curtis.
Robert Gordon emergiu do final da década de 1970, revelado na banda punk do clube CBGB, Tuff Darts, para se reinventar como um artista solo de rockabilly revival. Ele gravou primeiro com a lenda da guitarra dos anos 1950, Link Wray, e mais tarde com guitarrista de estúdio britânico, Chris Spedding, e encontrou pequeno sucesso.
No final da década de 1970, surge o psychobilly, o estilo combina sons rockabilly primitivos e selvagens com letras inspiradas em velhos filmes de terror. O estilo tem como precursoras as bandas The Meteors e The Cramps, os shows ao vivo energéticos de The Cramps e imprevisíveis de seu cantor principal Lux Interior atraíram uma fervorosa audiência de culto.

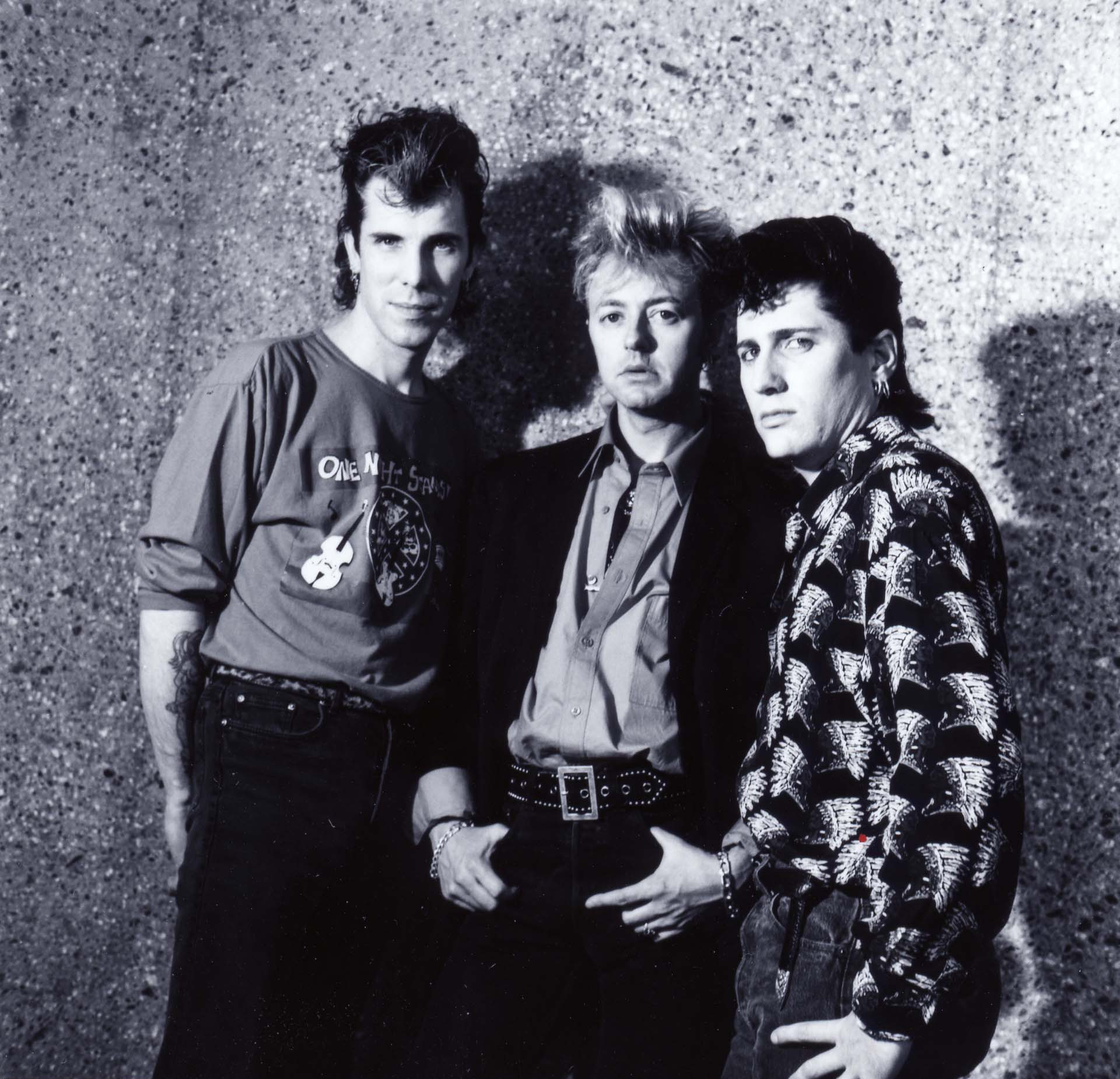
Stray Cats

Em 1980, a banda Queen alcançou o primeiro lugar na Billboard Hot 100 com o single "Crazy Little Thing Called Love", inspirado no rockabilly.
Na década de 80, surgem grupos ainda mais selvagens e mais rápidos do que os da década de 1950, tais como Stray Cats, The Blue Cats, Dave Phillips & the Hot Rod Gang, Restless, The Polecats, The Kingbeats e The Blasters, esse movimento tem sido chamado de neo-rockabilly.
The Polecats, do norte de Londres, eram originalmente chamados de The Cult Heroes; eles não conseguiram nenhum show em clubes de rockabilly com um nome que soava "punk", então o baterista original Chris Hawkes surgiu com o nome "Polecats". Tim Polecat e Boz Boorer começaram a tocar juntos em 1976, depois se uniram a Phil Bloomberg e Chris Hawkes no final de 1977. Os Polecats tocaram rockabilly com um senso de anarquia punk e ajudaram a reviver o gênero para uma nova geração no início dos anos 80.
A banda Stray Cats foi a mais bem-sucedidos comercialmente dos novos artistas de rockabilly. A banda formou-se em Long Island em 1979, quando Brian Setzer se uniu a dois colegas de escola, Lee Rocker e Slim Jim Phantom. Atraindo pouca atenção em Nova York, eles voaram para Londres em 1980, onde ouviram dizer que havia uma cena rockabilly ativa. Os primeiros shows foram assistidos pelos Rolling Stones e Dave Edmunds, que rapidamente os levaram a um estúdio de gravação. A banda teve três singles no Top 10 do Reino Unido e dois álbuns mais vendidos. Eles voltaram para os Estados Unidos, apresentando-se no programa de TV às sextas-feiras com uma mensagem piscando na tela de que não tinham contrato com gravadoras nos Estados Unidos.
Logo a EMI os pegou, seus primeiros vídeos apareceram na MTV e invadiram as paradas nos Estados Unidos. Seu terceiro álbum, Rant 'N' Rave with the Stray Cats, alcançou o topo das paradas nos Estados Unidos e na Europa, com shows esgotados em 1983. No entanto, conflitos pessoais levaram a banda a terminar no auge de sua popularidade. Brian Setzer alcançou o sucesso solo trabalhando nos estilos rockabilly e swing, enquanto Rocker e Phantom continuaram a gravar em bandas juntos e individualmente. O grupo se reuniu várias vezes para fazer novos discos ou turnês e continuar a atrair grandes audiências ao vivo, embora as vendas nunca mais tenham atingido seu sucesso no início dos anos 80.
Shakin' Stevens, um cantor galês que ganhou fama no Reino Unido, interpretando Elvis em uma peça de teatro. Em 1980, ele levou um cover de "Marie Marie" do The Blasters no Top 20 nas paradas do Reino Unido. Suas versões de canções como "This Ole House" e "Green Door" tiveram vendas gigantes em toda a Europa. Shakin 'Stevens foi o artista com singles mais vendido nos anos 80 no Reino Unido e o número dois na Europa, superando Michael Jackson, Prince e Bruce Springsteen. Apesar de sua popularidade na Europa, ele nunca se tornou popular nos Estados Unidos. Em 2005, seu álbum de maiores sucessos alcançou o topo das paradas na Inglaterra. Outras bandas de rockabilly britânicas notáveis dos anos 80 incluíram The Jets, Crazy Cavan, Matchbox e Rockats.
O renascimento estava relacionado ao movimento "roots rock", que continuou nos anos 80, liderado por artistas como James Intveld, que mais tarde fez turnê como guitarrista dos The Blasters, High Noon, the Beat Farmers, The Paladins, Forbidden Pigs, Del-Lords, Long Ryders, The Last Wild Sons, The Fabulous Thunderbirds, Los Lobos, The Fleshtones, Del Fuegos, Reverend Horton Heat and Barrence Whitfield and the Savages. Essas bandas, como The Blasters, foram inspiradas por uma gama completa de estilos americanos históricos: blues, country, rockabilly, R&B e jazz de New Orleans. Eles fizeram um forte apelo aos ouvintes que estavam cansados das bandas de synthpop e glam metal comercialmente orientadas ao estilo da MTV que dominavam a reprodução de rádio durante esse período, mas nenhum desses músicos se tornou grandes estrelas.
Em 1983, Neil Young gravou um álbum de rockabilly intitulado Everybody's Rockin'. O álbum não foi um sucesso comercial. Young estava envolvido em uma disputa legal amplamente divulgada com a Geffen Records, que o processou por fazer um álbum que não soava "como uma gravação de Neil Young". Young não fez mais álbuns no estilo rockabilly. Durante a década de 1980, uma série de estrelas da música country marcaram sucessos gravando em um estilo rockabilly. "Hillbilly Rock" de Marty Stuart e "All My Rowdy Friends Are Coming Over Tonight" de Hank Williams, Jr. foram os exemplos mais notáveis dessa tendência, mas eles e outros artistas como Steve Earle e os Kentucky Headhunters tiveram muitas gravações com essa abordagem.

## Neo-rockabilly (1990–atualmente)
Embora não seja o verdadeiro rockabilly, muitos grupos contemporâneos de indie pop, blues rock e Country rock dos Estados Unidos, como Kings of Leon, Black Keys, Blackfoot e White Stripes, foram fortemente influenciados pelo rockabilly.
Um filme que conseguiu honrar e reivindicar o rockabilly é o filme "Cry-Baby" de John Waters em 1990, alcançando aceitação e adoração, no elenco destaca a participação de Johnny Depp.
Morrissey adotou um estilo rockabilly durante o início de 1990, sendo amplamente influenciado por seus guitarristas Boz Boorer e Alain Whyte e trabalhando com o ex-baixista e compositor da Fairground Attraction, Mark E. Nevin. Seu estilo rockabilly foi enfatizado nos singles "Pregnant for the Last Time" e "Sing Your Life", assim como seu segundo álbum solo e turnê Kill Uncle.
A artista irlandesa de rockabilly Imelda May foi parcialmente responsável pelo ressurgimento do interesse europeu no gênero, marcando três álbuns consecutivos em primeiro lugar na Irlanda, com dois deles também alcançando o top dez nas paradas do Reino Unido.

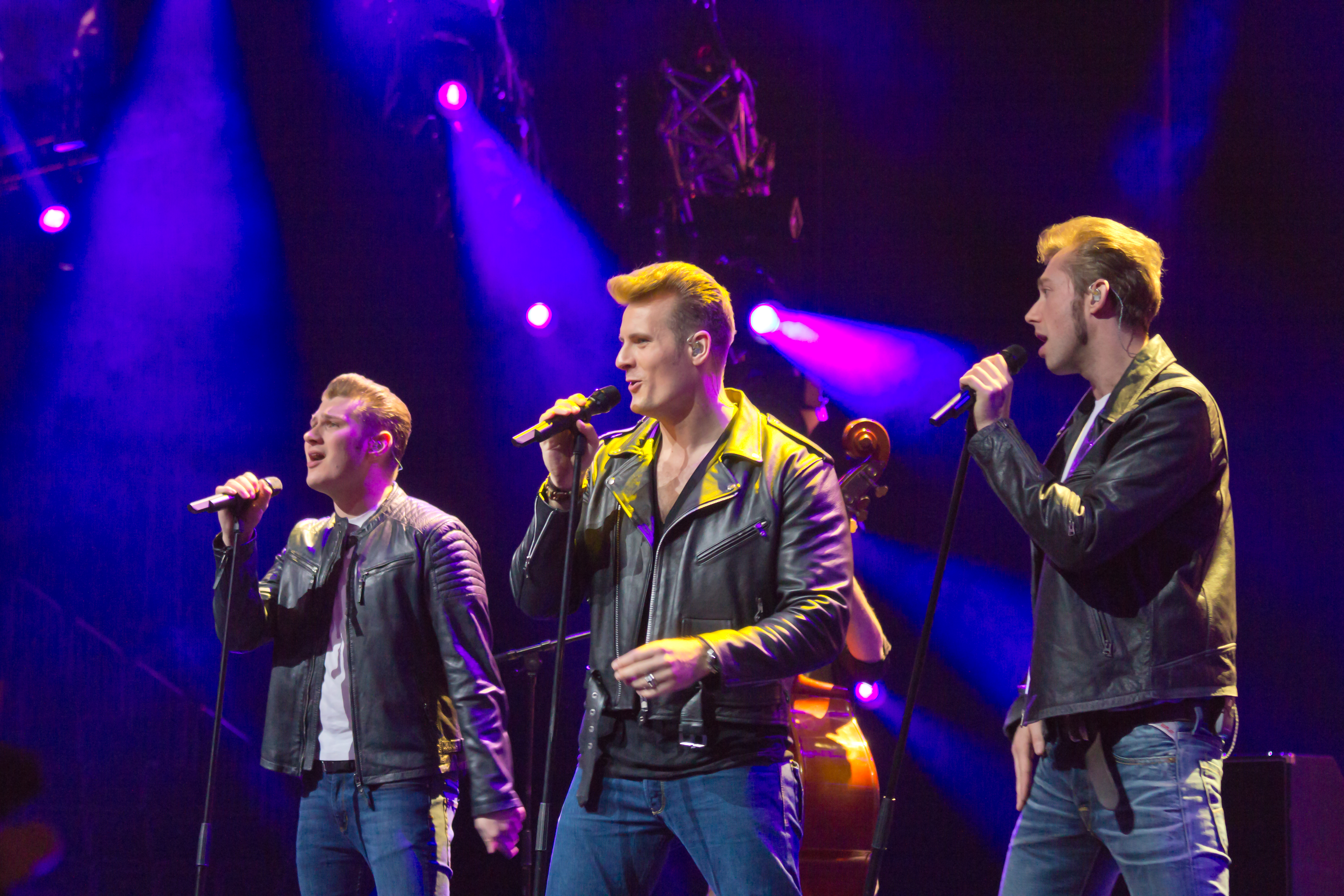
A banda The Baseball em 2014

Drake Bell, um ator, cantor e compositor de pop rock, reviveu o rockabilly com seu álbum de 2014, Ready Steady Go!, Que foi produzido por Brian Setzer, vocalista da banda de revival rockabilly Stray Cats. O álbum alcançou a posição nº 182 na Billboard 200 e vendeu mais de 2.000 cópias em sua primeira semana de lançamento. O álbum teve repções positivas da crítica. Na Alemanha, a banda The Baseballs obteve sucesso com covers de canções pop atuais.
A banda britânica Restless tocava neo-rockabilly desde o início dos anos 80. O estilo era misturar qualquer música popular a um set de rockabilly, bateria, baixo slap e guitarra. Isso foi seguido por muitos outros artistas na época em Londres. Hoje, bandas como Lower The Tone estão mais alinhadas ao neo-rockabilly que se adapta a locais de música popular em vez dos clubes de rockabilly dedicados que esperam apenas o rockabilly tradicional.

## Rockabilly Hall of Fame
O Rockabilly Hall of Fame original foi fundada por Bob Timmers em 21 de Março de 1997, para apresentar os primórdios do rock and roll, sua história rolo e informações relativas aos artistas originais e personalidades envolvidas neste gênero musical pioneiro. Sua sede fica em Nashville, Tennessee. Em 2000, surge o International Rock-A-Billy Hall of Fame Museum, sediado em Jackson, Tennesse.